# VAZ–2103
A VAZ–2103 Zsiguli, amelyet a köznyelvben csak Trojkaként emlegetnek, a szovjet autóipar egyik legismertebb és legkedveltebb modellje. 1972-től 1984-ig gyártották, és az exportpiacon Lada 1500 néven ismert. Ez a de luxe kompakt sedan nemcsak a hazai piacot hódította meg, hanem számos országban elérhetővé vált, így a szovjet autógyártás egyik zászlóshajójává vált.
A VAZ–2103 fejlesztése a FIAT és a VAZ közötti együttműködés eredményeként jött létre. A modell alapja a Fiat 124 Special volt, amely jelentős hatással volt a Zsiguli kialakítására és funkcionalitására. Az autó külső megjelenésében már az első pillantásra is jól láthatók az újítások: a korábbi VAZ–2101-eshez képest négyszemes fényszórói, egyedi hűtőrácsa és az oldalsó díszítőelemek mind-mind hozzájárultak ahhoz, hogy a 2103 egy modern és elegáns megjelenést kapjon.
A VAZ–2103 legnagyobb újítása kétségtelenül az erősebb motorja volt. A 75 lóerős (55 kW) 1452 cm³-es négyhengeres benzinmotor nemcsak teljesítményével, hanem megbízhatóságával is lenyűgözte a vásárlókat. Ezen kívül az autóban található vákuumos fékerőnövelő és önbeállító hátsó fékek még biztonságosabbá tették a vezetést. Az utastér is jelentős változásokon ment keresztül: az új Fiat 125 alapú műszerfal különböző funkciókkal rendelkezett, beleértve a fordulatszámmérőt, olajnyomásmérőt és egy óra is helyet kapott. A prémium anyagok használata – mint például a szövet belső burkolat – különösen vonzóvá tette az exportváltozatokat.
A VAZ–2103 tervezésekor több szempontot is figyelembe vettek, amelyek közül az egyik legfontosabb a biztonság. A karosszéria vastagabb acélból készült, amely jelentősen hozzájárult az autó tartósságához és stabilitásához. Míg a Fiat 124 mindössze 900 kg tömegű volt, addig a VAZ–2103 tömege 1030 kg-ra nőtt. Ez a többletsúly azonban nem volt hátrányos: az autó megbízhatóságát és hosszú élettartamát biztosította. A motor terén is jelentős változások történtek. A VAZ–2103 overhead camshaft (OHC) motort kapott, amely nagyobb teljesítményt nyújtott az eredeti Fiat OHV-egységnél. Ez lehetővé tette a jobb gyorsulást és a simább működést, ami elengedhetetlen volt a zord orosz téli viszonyokhoz.
A VAZ–2103 nem csupán erősebb motorral rendelkezett; számos innovatív megoldást is bevezetett. Például egy indító fogantyúval látták el, amely lehetővé tette az autó kézi indítását, ha az akkumulátor lemerült – ez különösen hasznos funkció volt Szibéria zord téli hónapjaiban. Ezen kívül az autó egy segéd üzemanyagpumpával is fel volt szerelve, amely segített biztosítani az optimális működést hideg időjárásban. Az alumínium dobfékrendszer hátra való beépítése szintén figyelemre méltó döntés volt. Ez lehetővé tette a könnyebb súlyelosztást és javította az üzemanyag-hatékonyságot, bár sokan hiányolták a diszk fékeket az ilyen típusú autóknál.
A VAZ–2103-nak létezett egy jobb kormányos változata is, amelyet VAZ–21032 néven ismertek. Ez a verzió különösen népszerű volt azokban az országokban, ahol a bal oldali közlekedés dominált. A jobb kormányos változat lehetővé tette, hogy több felhasználó számára elérhetővé váljon ez az ikonikus autó.
A VAZ–2103–t az egyik legdrágább Lada modellnek tartották, így különösen népszerű volt a szovjet fehérgalléros munkavállalók körében. Az autó státuszszimbólumként is szolgált, hiszen sokan vágytak arra, hogy birtokolhassák ezt az elegáns járművet. A Togliattiban található gyár azonban nem tudta kielégíteni a keresletet; sok vásárlónak évekig kellett várnia arra, hogy megvásárolhassa álmai autóját.
A VAZ–2103-at nemcsak belföldön értékesítették; 1974-től kezdve nyugati európai országokba is exportálták, miután a Fiat 124 gyártása leállt. Az autót "de luxe" verzióként hirdették, amely prémium élményt kínált azoknak, akik egy megbízható járművet kerestek. Az Egyesült Királyságban 1976-tól 1979-ig forgalmazták, ahol második Lada modellként mutatkozott be. Bár lassan elkezdődött utódja, a VAZ–2106 bevezetése, a VAZ–2103 gyártása egészen 1984-ig folytatódott.

## A VAZ–2103 sorozat tagjai

### VAZ–21031 (1975)
A VAZ–21031 modellt 1975-ben kezdték el gyártani, amikor a gyár éppen a VAZ–2106 előállítására készült fel. Az autó motorja 80 lóerős (59 kW) volt, amely egy 1568 cm3-es (95,7 cu in) motorral működött. E modell különlegessége abban rejlik, hogy kis szériás termelésben készült, így igazi ritkaságnak számít. Mivel exportálásra nem került sor, a VAZ–21031 főként hazai piacra készült, így azok számára különösen értékes lehet, akik rajonganak az orosz autók iránt.

### VAZ–21033 (1977–1983)
A következő izgalmas modell a VAZ–21033 volt, amely 1977 és 1983 között készült. Ez az autó hasonlított a népszerű VAZ–2103-ra, de egy kisebb motorral rendelkezett: az 1294 cm3-es (79,0 cu in) motorral ellátott változatot Lada 1300S néven exportálták külföldre. Ez az autó nemcsak megbízhatóságával hódította meg a vásárlókat, hanem kedvező üzemanyag-fogyasztásával is. Az európai piacra való exportálás lehetőséget adott arra, hogy a Lada márka nemzetközi hírnévre tegyen szert.

### VAZ–21035 (1973–1981)
A VAZ–21035 modellt 1973-tól egészen 1981-ig gyártották. Ez az autó szintén hasonlított a VAZ–2103-ra és egy még kisebb motorral volt felszerelve: egy 1198 cm3-es (73,1 cu in) motorral rendelkezett. Exportálva Lada 1200DL néven vált ismertté. A kisebb motor miatt ez az autó ideális választás volt azok számára, akik alacsonyabb üzemeltetési költségeket kerestek anélkül, hogy lemondtak volna az élvezetes vezetési élményről.

### VAZ–2102
A családi igényeket szem előtt tartva érkezett meg a VAZ–2102 estate változata is, amelyet szintén a VAZ–2103 motorjával szereltek fel (1,5 l). Ez az autó Lada 1500 Combi néven vált ismertté és lehetőséget adott arra, hogy nagyobb csomagtérrel rendelkezzenek az utasok mellett. Az estate verziók különösen népszerűek voltak azok körében, akik családos életmódot folytattak vagy gyakran utaztak hosszú távokra.